# 生得性仮説
生得性仮説（せいとくせいかせつ、英: innateness hypothesis）、または生得説（せいとくせつ、英: nativism）とは、人間は生まれながらにことばの知識を有していると仮定する、言語学上の仮説である:593-594。この仮説を採用する立場は合理主義（英: rationalism）と呼ばれ、「生まれ（英: nature）」に重点をおくのに対し:513、「育ち（英: nurture）」に重点を置き、後天的な経験により母語は獲得されるとする立場を経験主義（英: empiricism）という。生得説を採用すると、子供がごく短期間のうちに非常に複雑な言語知識を正確に獲得できるという事実を説明できると考えられており、専門的には刺激の貧困、臨界期仮説、言語発達順序の普遍性などがその動機となる。
この仮説のもとでは、母語を獲得する子どもは「まっさらなノート」に文法知識を書き込んでいくのではなく、生まれつき持つ文法知識の鋳型に、情報を書き込んでいくことにより言語獲得を行う。より専門的には、子どもは白板（英: blank slate）の状態から帰納的に言語を獲得するのではなく、生得的に脳内に備わった文法知識の青写真に、獲得対象言語に関する特定の文法情報を書き込むことにより母語獲得を行う。この考え方は、母語獲得中の子どもに与えられる言語刺激は限られたものであり個人差があることや、「ある構造は文法的となるが他方では非文法的となる」といった情報を網羅することは不可能であるにもかかわらず、一定の言語刺激さえあれば、全ての人間が同等レベルの言語能力（英: language faculty）を獲得可能であるという事実などに基づいている。なお、人間に生得的に備わっている言語知識、および言語獲得に必要な情報を規定したものを普遍文法（英: Universal Grammar, UG）といい:498、普遍文法を基盤とした言語理論を生成文法（英: generative grammar）という。
採用する理論により様々ではあるが、統語分析において、生得性仮説（を基盤とする生成文法理論）は現代の理論言語学において主流の基盤理論である。一方で、応用言語学分野では相反理論である経験主義の立場をとるものや、理論言語学の分野でも構文文法などの使用基盤モデルを採用する理論も一定数存在する。

## 歴史
生得性仮説は科学、哲学、心理学を含む多くの領域で古くから議論されている問題であり、その歴史には3つの重要な契機がある:586：
1. プラトンの想起説 (英: doctorine of anamnesis)
2. デカルトなどの哲学者が17-18世紀に生得説を擁護
3. 認知科学において生得説が現代に復活

プラトンはメノンにおいて、生得説の立場を明示的に擁護した:586。メノンの登場人物 (かつ、プラトンの師) であるソクラテスが、教育経験のない奴隷から幾何学の定理を聞き出す節があり、このようなことが可能であるのは、魂は転生しており前世における知見を質問形式で引き出す、または「忘れられた知識」(すなわち、前世から引き継いだ生得的知識) を思い出すことが可能であるからとされている:80a-86c:586。このプラトンの主張は現代の生得説の礎となっており、プラトニズム (英: Platonism) と呼ばれることがある:586。
17世紀には、ルネ・デカルトが『省察』(羅: Meditationes de prima philosophia、英: Meditations on First Philosophy) において、神や無限等の概念は経験により得られるものではなく生得的産物であると説いたほか、17-18世紀に活躍したドイツの哲学者ゴットフリート・ライプニッツも生得説の立場を支持しており、(特に数学や論理学等において) 「必ず真」となる事象に関する人間の知識は、経験により説明できるものではないと述べている:586。これは、知識とは人によりその質、量、程度ともに異なるものであり、どの人物の知識であるかに依拠せず共有された普遍的な知識、または認識にずれが生じえない解が1つのみの知識は、個人間で大きな差異が出る「知識」の本質的在り方に明らかに整合しないためである:586。
一方で、経験主義の立場を擁護する哲学者も当時から一定数おり、例としてLocke (1690)は合理主義の考えを痛烈に批判しており、「生得的な『原理』が普遍的な知識を導くということを科学的に証明することは不可能である」という議論や、「ヒトは生まれつき、網羅的な知識を獲得する能力があると単純に考えれば済む話しである」という議論もある:586。
この流れを踏襲し、20世紀前半のアメリカでは、Watson (1924)をはじめとして経験主義の一派に属する行動主義 (英: behaviorism) 理論の研究が広く行われていたが、20世紀後半にはノーム・チョムスキーの言語観が広く浸透し、合理主義による台頭が起こった:587。

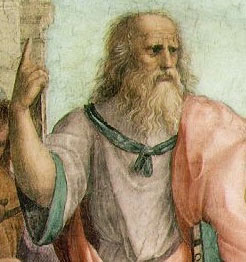
プラトンの肖像画
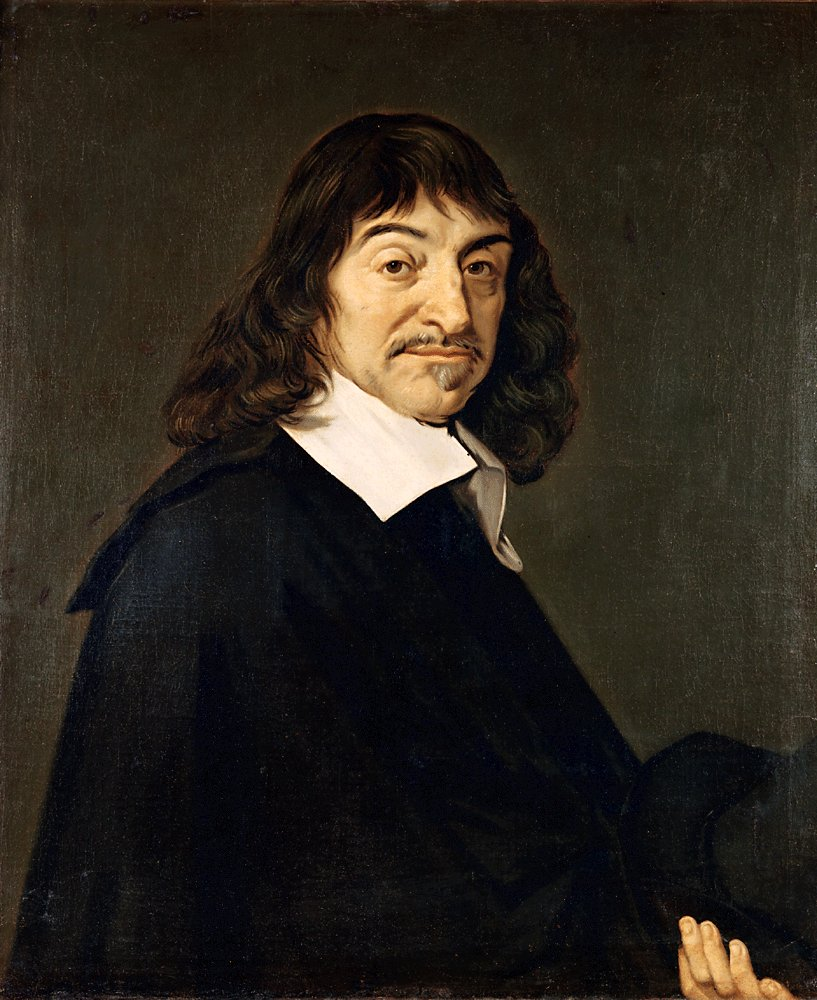
デカルトの肖像画
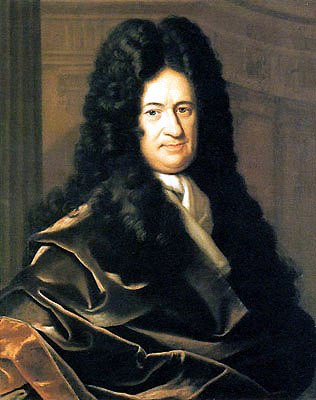
ライプニッツの肖像画
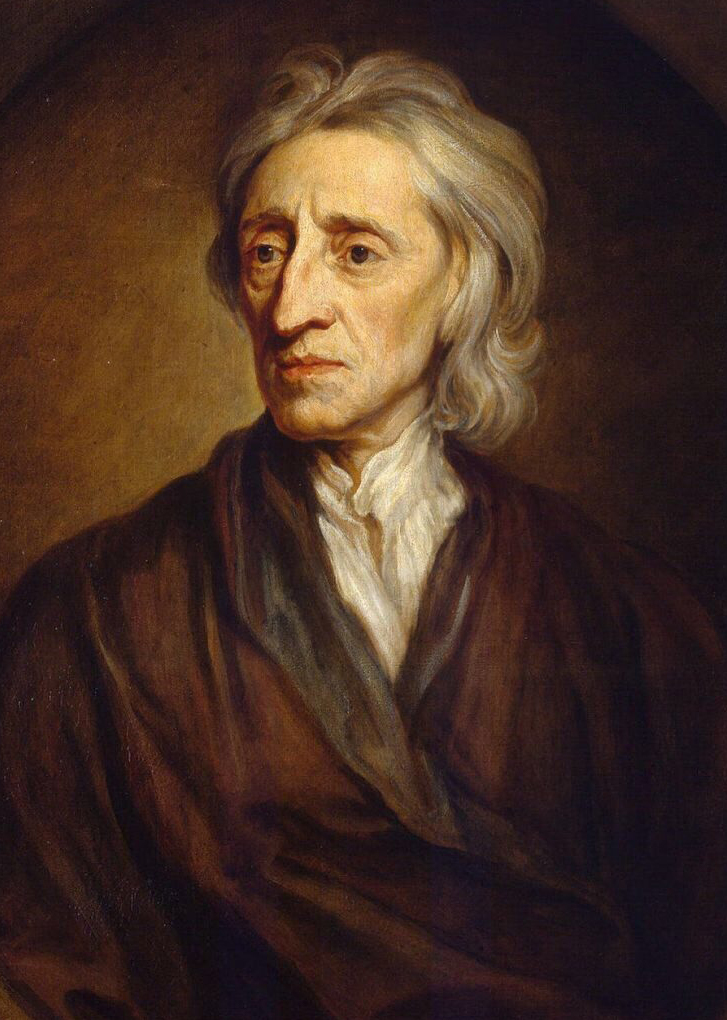
ロックの肖像画
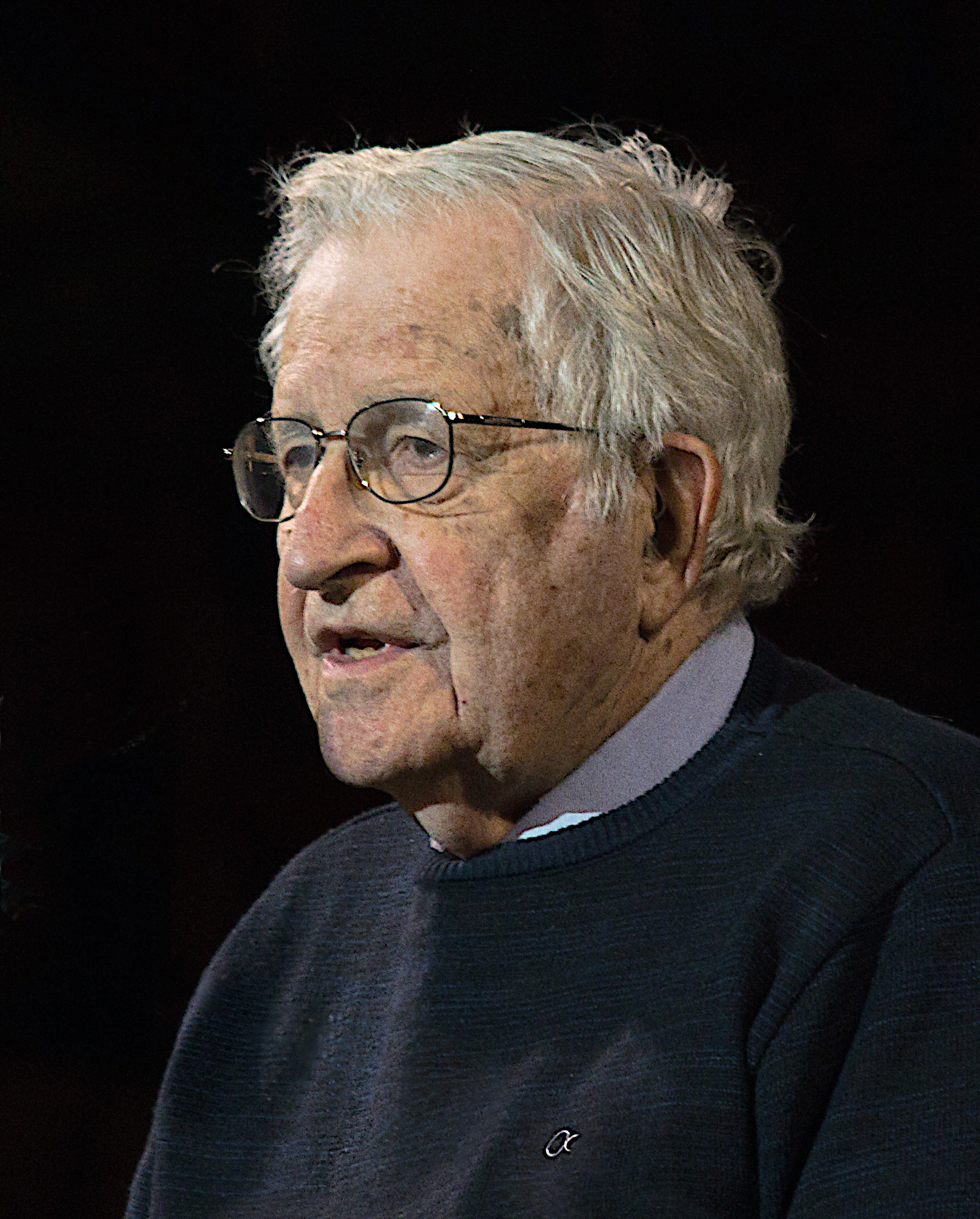
ノーム・チョムスキー

## 合理主義

### 刺激の貧困
ヒト (特に幼児) が母語獲得を終了した際の言語能力は、「生活環境の中で受けた言語刺激を自身の知識として取り込んだもの」というだけでは説明できないほどに豊潤であり、例として、幼児が耳にする大人の会話には、言いよどみ、言い間違い、不完全文などが多く含まれている:360。ある言語の文法規則をこのような言語刺激のみから網羅するのは不可能であると考えられ、言語刺激が質的にも量的にも不足していることを、チョムスキー:34の用語で刺激の貧困 (英: poverty of the stimulus) という:360:52。より専門的な観点では、「幼児が日常生活の中でさらされる」という意で「音声的」な言語刺激からは、統語構造を演繹するのも困難である。例として、英語を母語として獲得中の幼児がYes-No疑問文を見聞きしても、ことばが階層構造を成している事実を学ぶのは不可能であると考えられるほか、主語・助動詞倒置のような規則に至っても、音として明示的な表面語順以上の情報を得ることはできず、実際の統語構造までを知る手段はない。

Pullum and Scholz (2002)では子どもの言語環境の考察が行われ、母語獲得においては肯定的証拠のみを受けることができ、否定的証拠が欠如していると論じているほか、肯定的証拠のみで言語を獲得することはできないとも論じている。上述のとおり、子供が受ける言語刺激には言い間違え、非文、不完全文なども含まれているほか、人それぞれ受ける言語刺激は異なるにもかかわらず、ことばに触れる機会さえあれば最終的にはごく短期間のうちに、全ての人間が同レベルの言語能力を得ることができるのはなぜか、という疑問も生じる。なお、「人間が経験しうる事象は非常に限られているにもかかわらず、経験から得られる以上のことを知識として有するのはなぜなのか」という問いをプラトンの問題 (英: Plato's problem) という:358。 また、ことばは人間という種に固有 (英: species-specific) であり、他の動物に人間が受けるものと同様の言語刺激を与えても、それを母語として獲得できることはない:7。これらの問題は、ヒトは生まれつき脳内に文法知識の鋳型を有していると仮定することで解消される。
このように、刺激の貧困は生得性仮説を支持する一つの動機となっている概念である (一方、その是非についての論争も一定数存在する)。

### 臨界期仮説
臨界期仮説 (英: critical period hypothesis) とは、言語の獲得には最適期間が存在し、この期間を過ぎるとネイティブのような言語能力を身に付けることは不可能になるとする、エリック・レネバーグの提唱した仮説である。レネバーグによると、こどもが2歳までに母語獲得を終えることはないが、ネイティブレベルの言語能力を身に付けるためには、思春期の始まりまでには言語刺激を受けていなければならない。これは言語が生得的であることを強く示唆すると同時に、学習による手法のみでは文法能力を完璧に習得できないことを意味している。結果として、思春期の始まる12歳ころまでに言語刺激を受けることができない環境下で育った子どもは、会話能力を持つことが不可能になる。さらにこの仮説は、大人が第二言語や外国語を母語と同じレベルで習得することはできないことの説明になるとされている。

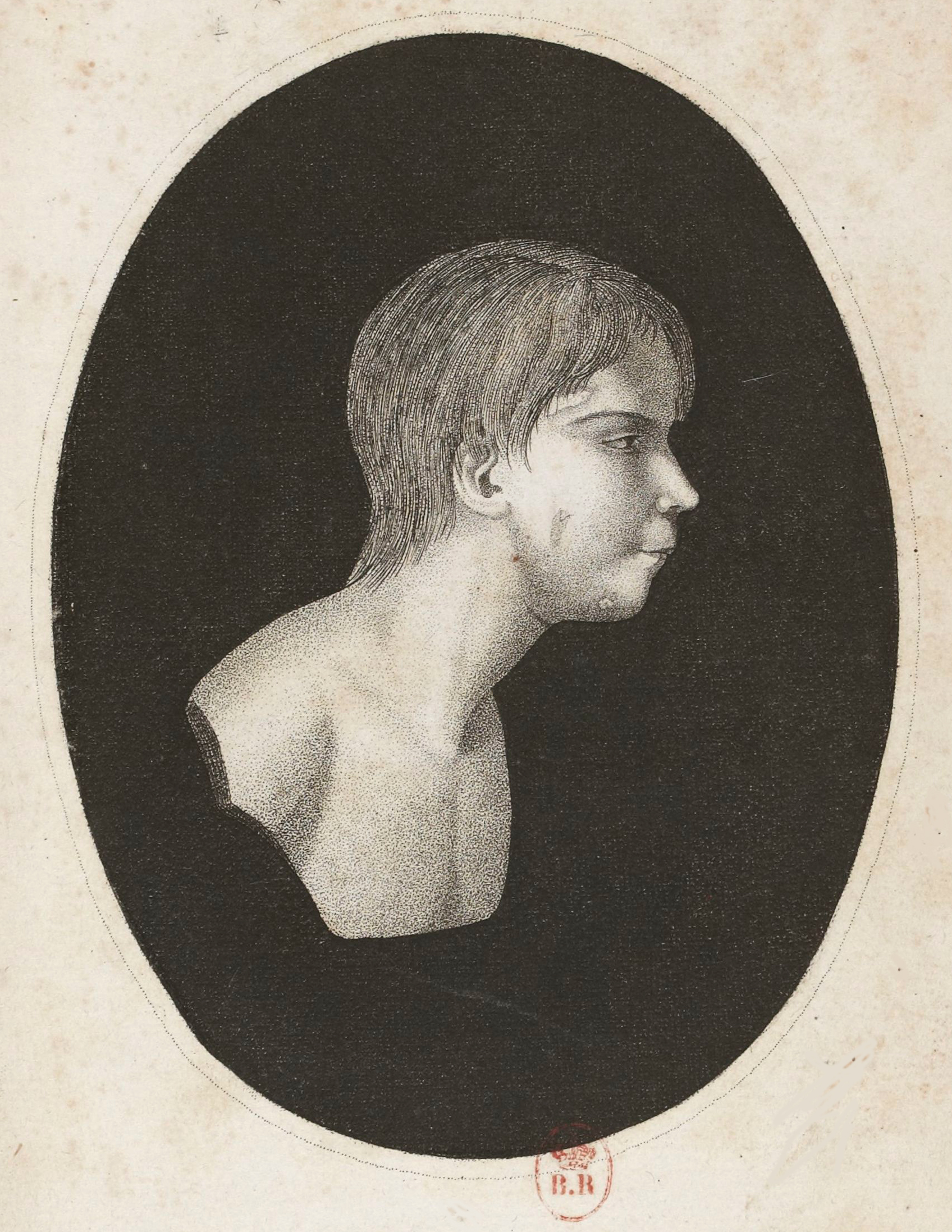
アヴェロンの野生児「ヴィクトール」の肖像画

臨界期仮説にはその証拠となる実例があり、なんらかの要因により幼少期に言語刺激を受けられなかった子どもは、ネイティブレベルの会話能力を獲得できないことがしばしば論じられている。18世紀の南フランスにおいて発見されたアヴェロンの野生児「ヴィクトール」は、保護時12～13歳だった:4, 112。ヴィクトールは医師のジャン・イタール (仏: Jean Itard) により数年に渡り数多の社会復帰訓練を受けたが、聾者であったことも原因の1つとし、会話能力として習得できた言語表現は lait ([lɛ]、牛乳) と O Dieu! ("Oh God!") のみであった:113-114。
近代では、父親による虐待により外界から隔離された個室に監禁されて育ち、1970年に13歳で救出されたジーニーの事例がある。ジーニーは発見時に言語能力を有しておらず、その後の言語発達過程が研究されたが、ことばの運用 (英: linguistic performance)、認知発達、感情発達の全ての側面において異質な点が観察された。レネバーグは臨界期仮説の提唱と共に、母語獲得に適正期間が存在する可能性を脳の発達メカニズムに関連付けており、ジーニーの生体研究において、臨界期外でことばを習得した場合と同様言語を使用する際に右脳に活動が見られたことが、本仮説を支持する証拠として注目された:234。一方、ジーニーの事例は複雑で様々な論争もあり、ことばの生得性を支持する証拠とはならないという見かたもあれば、臨界期を過ぎた後も母語として言葉を獲得することはある程度可能であるという見かたや、長期間に亘り監禁状態にあったことに起因する感情と認知能力の欠乏が、ジーニーの言語能力の成長を阻害した可能性があるという見かたもある。
聴覚障害者のためのニカラグア手話言語 (英: Nicaraguan sign language, NSL) から得られる知見も、臨界期仮説を支持する証拠の一つである。NSLは、もともとは簡素な文法のみをもったピジン言語であり、使用者間でもその文法体系に大きなばらつきがあった。しかしながら、若年層の使用者がより規則的で一貫した文法を定着させていったことにより、最終的にクレオールのような言語へと発展した。このように若年層と老年層の間でことばの習得能力に差が見られる事実は、しばしば臨界期仮説を支持する証拠としてみなされることがあるほか、ことばが経験により習得されるのであれば、子どもは見聞きした文法のみを身に付けるはずであり、NSLの事例は生得的な言語能力を想定しなければ説明できないとも議論されている。
一方で、臨界期仮説の是非には多くの論争があり、例として一見年齢に依存して異なる言語獲得能力の違いは、実際には年齢層ごとの学習機会や言語環境の違いに起因するものであるという見かたもある。

### 自然習得順序仮説
ロジャー・ブラウンの1973年の著書によると、子どもが母語獲得をする際、文法規則の体得は一定の類似した順序で行われるほか、この研究が発表された翌年、Dulay and Burt (1974, 1975)の研究により、第二言語習得においても「自然な順序」があることが分かっている。これらの研究成果を、自然習得順序仮説 (英: natural order hypothesis) という仮説に集約したのがスティーヴン・クラッシェンである。クラッシェンによると、英語を第二言語として習得する学習者は、典型的に以下の順で形態素を習得する:13。
1. 進行形-ing、複数形、コピュラ (be)
2. 進行形助動詞 (he is going)、冠詞 (a, the)
3. 動詞過去形の不規則活用
4. 過去形-ed、三単現-s、所有格-'s

文法規則が経験により体得されるとすると、母語獲得の場合は生活環境における言語刺激に、第二言語習得の場合は学習者が何を先に学ぶかに依存し、その順序は異なることが予測されるが、文法規則の鋳型が脳に紐づいているとする合理主義の立場では、当該体得順序の普遍性を説明可能である。
一方、自然習得順序仮説は第二言語習得研究においては疑問視される場合もある。McLaughlin (1987)では、クラッシェンは母語転移の影響を考慮していないと議論しており、例としてゲルマン系言語を母語とする学習者とアジア系言語を母語とする学習者とでは、形態素の習得順序に違いがみられることが報告されている:32。

### 普遍文法
普遍文法 (英: universal grammar, UG) とは、Chomsky (1957)により提唱された、人間の脳に生まれつき備わっているとされる普遍的文法規則および言語能力 (英: language faculty) である:498:529。普遍文法を基盤とする生成文法理論において、言語獲得とは普遍文法に記述された文法規則を、外界から受ける言語刺激に基づき獲得対象言語の文法体系に即した形で取捨選択し、絞り込むプロセスであると考えられている。
チョムスキーによると、ヒトは生まれながらに言語獲得装置 (英: language acquisition device, LAD) と呼ばれるツールを脳内に備えており、これはある個別言語の資料を入力とし、出力としてその個別言語に関する文法知識へ変換する働きをもつ:266-267。具体的には、子どもは言語刺激を通じて何が文法的な文となるのか仮説をたて、ここからことばの規則を導き出す。この際に、LADはこれらの抽象的な規則を基本的な文法のかたちへ変換する機能をなし、この仮定によりなぜこどもは言葉を直接的に教えられることがなくとも母語獲得をできるのかが説明されると論じられている。

## 経験主義
合理主義に対し、経験主義 (英: empiricism) とは、全ての知識は経験を元に体得される、と仮定する立場である。この立場では、観察不可能な心的状態やプロセスにではなく、観察可能な事象に言語知識の全て求めることになる。言語学において経験主義を説く場合、ことばは生活環境内で得る言語刺激を学習することにより獲得されると仮定するほか、人間は生得的な言語知識は有していないという立場を取る。
経験主義は1690年に著されたジョン・ロックの『人間知性論』(英: An Essay Concerning Human Understanding) などで採用されており、ノーム・チョムスキーが生得性仮説を提唱した後の近代でも、一部の学者により採用されている理論体系である。経験主義を採用する研究者は、生成文法をはじめとする生得性理論を批判する傾向にあり、明示的に「言語の構造は言語使用により構築される」と唱える者もいるほか、LADのような理論には経験的証拠が存在しないと論じられる場合もある。

### 議論
生得性仮説の合理性については様々な観点からの考察があり、例として対照言語学では、以下のような問題が浮上すると考えられている。
1. 合理主義の立場では、全ての言語の文法が普遍文法という統一的な体系知識から派生するため、異なる言語においても類似した文法規則が観察される事実を説明可能である。しかしながら、異言語間に共通点が観察されるのは不思議なことではない[55]。例として、通言語的に普遍的な文法規則の存在は、単にことばが共通の歴史的起源を持つという事実のみで説明可能である[56]。
2. 経験的証拠による裏付けが不可能であり、仮説が正しいことを示唆するようなデータがあったとしても示唆の範疇を出ず、直接的な証拠による議論が不可能である[57]:26。

言語獲得研究 (応用言語学) の分野でも生得性仮説を否定する理論が多く提案されており、子供は経験と学習により言語を獲得する能力を生まれつき有しているという仮定に基づくものや、子供を取り巻く社会環境または認知能力に基づき、この「学習」のあらましを説明しようとするものなど、アプローチ法は多岐に渡る:14ff。
Saffran et al. (1996)は実験的研究に基づき「学習とは多くの情報を1つにまとめ上げるという意味で帰納的かつ統計的なプロセスである」と論じており、Bates and Elman (1996)はこれを引用しながら、「生後8か月の乳児は発話を語ごとに分解し簡単な言語統計をとることができる」と論じている。この実験結果は、言語獲得とは統計的な手法に基づく学習プロセスであること、ならびに乳児が文要素の分割やその他の文法機能の判別を可能にする学習メカニズムを有していることを示唆している:264。これは経験主義の考えを支持する経験的証拠となり、結果として生得性仮説に対する反証となる。
Tomasello (2009)は子供の言語獲得の縦断的研究 (英: longitunal study) を行い、子供には言語能力の成長を促進する認知能力が生得的に備わっていると述べているほか、言語使用基盤モデルに基づく言語獲得理論の重要性を強調し、言語能力は認知・社会的スキルと繋がりがあること、および言語獲得において経験や学習は不可欠であると論じている。Tomaselloの実験結果は、それ自身が直接的に言語の生得性を証明している訳ではないが、子供が生活環境の中で言語刺激を受けその内容を理解することこそが、言語学習能力に必須の社会的認知能力であることを示唆している。事実上、幼児の複語発話は生得的ゆえに抽象的な「ことばに近いもの」などではなく特定の語や句に基づいており、非常に具体的であることが分かっている:388。
Sampson (2005)は、「環境の豊かさ」が言語獲得において重要な役割を果たすと論じている。例として、人間だけではなくすべての種が会話を認識可能であることを実験において観察しており、このような能力があるという事実は、子供は自身が耳にする音をもとに音韻獲得をすることが可能であることを示唆している。これらの事実からSampsonは、こどもは生まれながらに学習能力を備えており、生得説が仮定する能力に基づいてではなく、言語刺激から学習し、一般体系を推測することで言語獲得を行うと議論している。